# Holomelaena discostriga
Holomelaena discostriga là một loài bướm đêm trong họ Noctuidae.